# Punkentsefaliit
Punkentsefaliit é uma banda estoniana de punk rock formada em 2002 na cidade de Kuressaare.

## Integrantes
- Indrek Paas – vocal
- Kurmet Kahju - guitarra
- Ando Õispuu - baixo
- Priidu Peegel – bateria